# 柳宿四
長蛇座ρ，又名BD+06 2040，HD 75137、SAO 117146、HR 3492，是長蛇座的一颗恒星，视星等为4.36，位于銀經221.52，銀緯28.62，其B1900.0坐标为赤經8h 43m 8.1s，赤緯+6° 28.62′ 26″。